# Arroceros de Tierra Blanca
Los Arroceros de Tierra Blanca es un equipo de béisbol que compite en la Liga Veracruzana Estatal de Béisbol con sede en Tierra Blanca, Veracruz, México.

## Historia

### Inicios
Los Arroceros son un equipo de reciente creación.

### Actualidad
En la actualidad los Arroceros participan en la Liga Veracruzana Estatal de Béisbol.

## Jugadores

### Roster actual
Por definir.

### Jugadores destacados
Por definir.